# Lasioglossum flavohirtum
Lasioglossum flavohirtum är en biart som beskrevs av Ebmer 2002. Lasioglossum flavohirtum ingår i släktet smalbin, och familjen vägbin. Inga underarter finns listade i Catalogue of Life.